# Myrmicocrypta rudiscapa
Myrmicocrypta rudiscapa är en myrart som beskrevs av Carlo Emery 1913. Myrmicocrypta rudiscapa ingår i släktet Myrmicocrypta och familjen myror. Inga underarter finns listade i Catalogue of Life.